# Palazzo Fanzago
Palazzo Fanzago si trova in Piazza Municipio, la piazza principale di Pescocostanzo, in provincia dell'Aquila.

## Storia
Situato nel cuore del nucleo sociale pescolano, il palazzo fu eretto sopra l'antico ospedale della chiesa di San Nicola, oggi semplice cappella che lo affianca. Le famiglie locali finanziarono dal 1624 la costruzione del monastero di Santa Scolastica per le monache Clarisse. La munificenza delle famiglie nobili pescolane spinse l'architetto famoso Cosimo Fanzago a realizzare la struttura nel piccolo paese negli altipiani maggiori abruzzesi , dal 1624 al 1630, anche se venne conclusa, non seguendo il progetto compiuto, nel 1642. Venne completata solo la parte che volge su piazza Municipio. Un documento del 1697 descrive l'edificio già in cattivo stato di conservazione, era a pianta quadrangolare. Il lato opposto al fronte principale doveva essere più lungo degli altri, in modo da dare alla costruzione una forma irregolare di trapezio con i lati convergenti sulla piazza.
Ciò che rimane oggi della struttura originale, anche per via del catastrofico terremoto della Majella del 1706, è la facciata sulla piazza, mentre il resto venne ricostruito in forme nuove da altri architetti, sicché questo prospetto si mostra come una quinta che chiude lo spazio retrostante, e definisce il campo triangolare della piazza municipale. Posta in continuità con la chiesetta di San Nicola, la facciata di Fanzago, presenta un andamento rettilineo e asimmetrico, quando ospitava ancora le Clarisse, prima della soppressione del 1866, la facciata non aveva vetrate, per le regole della clausura, pertanto vi sono delle monumentali nicchie che alternano il timpano di coronamento chiuso a quello spezzato.
Le 6 finestre avevano una duplice funzione, sia decorativa che architettonica, cioè scandire lo spazio lineare del fronte chiuso da due cantonali in pietra. Sono 6 le nicchie timpanate che servivano a movimentare la superficie; sono realizzate in pietra arricchite da lesene affiancate da piatte volute, poggianti su mensole. Il riferimento della scelta di Fanzago è la nicchia con edicola, utilizzata nei fronti delle chiese del tardo Cinquecento, con il motivo ornamentale della conchiglia nel catino, motivo presente anche in molti palazzi gentilizi di Sulmona.
Le nicchie in pietra scura risaltano sul fondo bianco della parete ad intonaco, creando un contrasto cromatico scenografico: a sottolineare il carattere di linearità della facciata, sono le mensole dello sporto di gronda raffiguranti il drago alato. Si tratta di capitelli lignei intagliati e ben lavorati, di cui il maggiore è quello che fa angolo. Il motivo del dragone appare per la prima volta a Pescocostanzo nei bassorilievi della pala d'altare dell'Assunta, conservata nella Basilica di Santa Maria del Colle, nella cappella grande del Sacramento.
L'invenzione del motivo del dragone è da attribuirsi al maestro pescolano Norbeto di Cicco, mentre l'esecuzione potrebbe essere di Palmerio Grasso; evidente è la capacità di Fanzago di conciliare il linguaggio barocco con il classicismo rinascimentale; analogie stilistiche si riscontrano nell'ex convento di Gesù e Maria, alle porte del paese, altra opera del Fanzago, che costituiscono un nuovo linguaggio architettonico, che influenzò la produzione artistica dell'hinterland sulmonese.
Dopo il sisma del 1706, l'interno fu modificato, cioè snaturato a causa della diversa destinazione d'uso; dal portone principale si accedeva al parlatoio voltato con la cancellata di ferro, da questo si accedeva al chiostro retrostante. Lungo la facciata erano due stanze grandi coperte a volta, al primo piano collegati da una gradinata in pietra ad altrettante sale poste al piano superiore. Lungo le altre due facciate c'erano i dormitori delle monache. Oggi nell'unico lato rimasto sono state ricavate delle botteghe al pianterreno, e dei locali adibiti al Museo del merletto a tombolo al piano superiore.

## Chiesetta di San Nicola di Bari

Un esempio di merletto a tombolo conservato nel museo

La chiesetta sorge sulla sinistra del palazzo, affacciata sulla piazza. Risale al XIII secolo circa, anche se la ricostruzione del monastero delle Clarisse risale al XVII secolo per opera di Cosimo Fanzago. La chiesa presenta un prospetto a coronamento orizzontale, in pietra rustica a facciavista, inquadrato da possenti paraste in pietra concia, alle due estremità. In corrispondenza dell'asse mediano della faccia, si apre il portale settecentesco con ordine a fascia, decorato con specchiature, mensole inginocchiate e ribattute lateralmente ad architrave, e coronamento orizzontale; al centro in asse vi è il finestorne rettangolare, e poi in cima la facciata vi è il campanile a vela. L'interno è a tre navatelle, coperte con tetto a falde, e travatura lignea. Di interesse è l'altare settecentesco in marmo policromo locale, con delle colonne a capitello composito, poste a sorreggere il timpano triangolare spezzato, che accoglie l'edicoletta con la statua del santo.

## Museo
Palazzo Fanzago è utilizzato come sede del museo dell'artigianato artistico e della scuola di tombolo.
La scuola intende conservare la tradizione della lavorazione locale del tombolo aquilano, poi vi è il museo che conserva pezzi risalenti al XVIII secolo, il corredo della duchessa Margherita d'Austria, e poi realizzazioni recenti; parti della collezione provengono da donazioni di privati, oppure da ex monasteri. Di interesse pregevole è il gruppo della Colazione del Principe, delle tovagliette con il merletto a tombolo, le tazzine in ceramica di Castelli (TE), il supporto delle tazze in filigrana d'argento.